# Oskar Graf (Politiker)

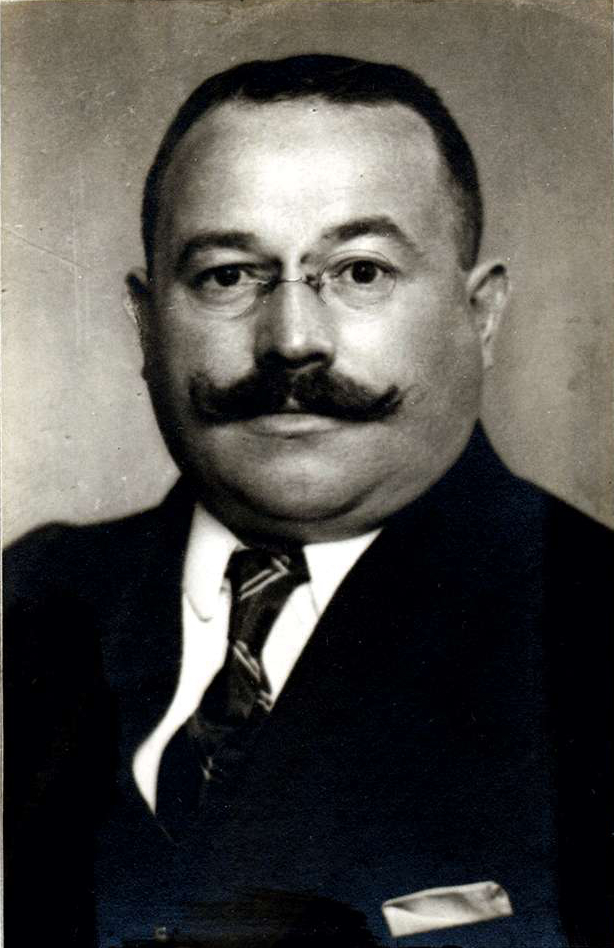
Oskar Graf

Oskar Graf (* 26. Februar 1882 in Wurzach; † 3. Februar 1942 in Ulm) war ein deutscher Politiker.

## Beruf
Nach dem Besuch der Volksschule in Wurzach machte Oskar Graf 1896 bis 1899 eine Lehre als Bürogehilfe. Von 1899 bis 1904 arbeitete er als Gehilfe im Gemeindeverwaltungsdienst in Bad Wurzach. Von 1906 bis Mai 1924 war er bei der AOK Pforzheim beschäftigt, ab 1910 als Abteilungsvorsteher. Vom Juni 1924 bis 1933 war Oskar Graf Geschäftsführer der Freien Vereinigung badischer Krankenkassen und der Arbeitsgemeinschaft badischer Krankenkassenverbände in Pforzheim.

## Politik
1907 trat Graf in die SPD ein, 1919 bis 1929 war er Vorsitzender der SPD in Pforzheim. Von 1919 bis 1932 war Graf Stadtverordneter in Pforzheim. 1921 wurde er in den Badischen Landtag gewählt, dem er bis 1933 angehörte. Er kandidierte zwischen 1920 und 1930 vier Mal erfolglos für den Reichstag.